# Автомагістраль M3 (Росія)
Автомагістраль M3 або Автомагістраль «Україна» — автомобільна дорога федерального значення Москва — Калуга — Брянськ — державний кордон з Україною. Складова частина європейського маршруту E101. Довжина автомагістралі — 490 кілометрів.

## Маршрут
Автомагістраль М3 починається на перетині Ленінського проспекту і МКАДу, далі прямує у південно-західному напрямі територією Московської області, проходить південніше району Солнцева міста Москви й аеропорту «Внуково», до повороту на Крьокшино є сучасною автомагістраллю з розв'язками, надземними пішоходними переходами, розділової смугою і 4-5 смугами руху у кожну боці.
М3 проходить через місто Апрелєвка та по південній околиці містечка Наро-Фомінська. Далі автомагістраль йде територією Калузької області, перетинаючись у районі міста Обнінська з автошляхом А101, проходить повз Калугу за 16 кілометрів на захід від міста, далі прямує територією Брянської області у південному напрямі, проходячи на відстані 10 кілометрів на схід від Брянська і перетинаючись з автодорогою А141, проходить кілька кілометрів територією Курської області, повертає на південний захід у районі примикання траси Орел — Київ і перетинає державний кордон з Україною.
Продовження дороги територією України — автошлях М02 на Чернігів і Київ.

## Поточний стан
На літо 2008 на трасі відбувалося розширення дорожного полотна в Московській і Калузькій областях, будівництво надземних пішохідних переходів і будівництво розв'язок в Апрелєвці і перетині з автодорогою А107.
До Обнінська (Калузька область) траса складається з двох смуг у кожний бік без розділової смуги. Від Обнінська до 174 км (поворот на Калугу) траса відремонтована, із хорошим покриттям і відбійниками. Далі М3 складається з двох смуг і перебуває у поганому стані (тріщини, колійность).
Цілорічно М3 перевантажена фурами, які їдуть із сусідніх областей, України й інших країн.